# Lomatium bradshawii
Lomatium bradshawii là một loài thực vật có hoa trong họ Hoa tán. Loài này được (Rose ex Mathias) Mathias & Constance mô tả khoa học đầu tiên năm 1942.

## Hình ảnh

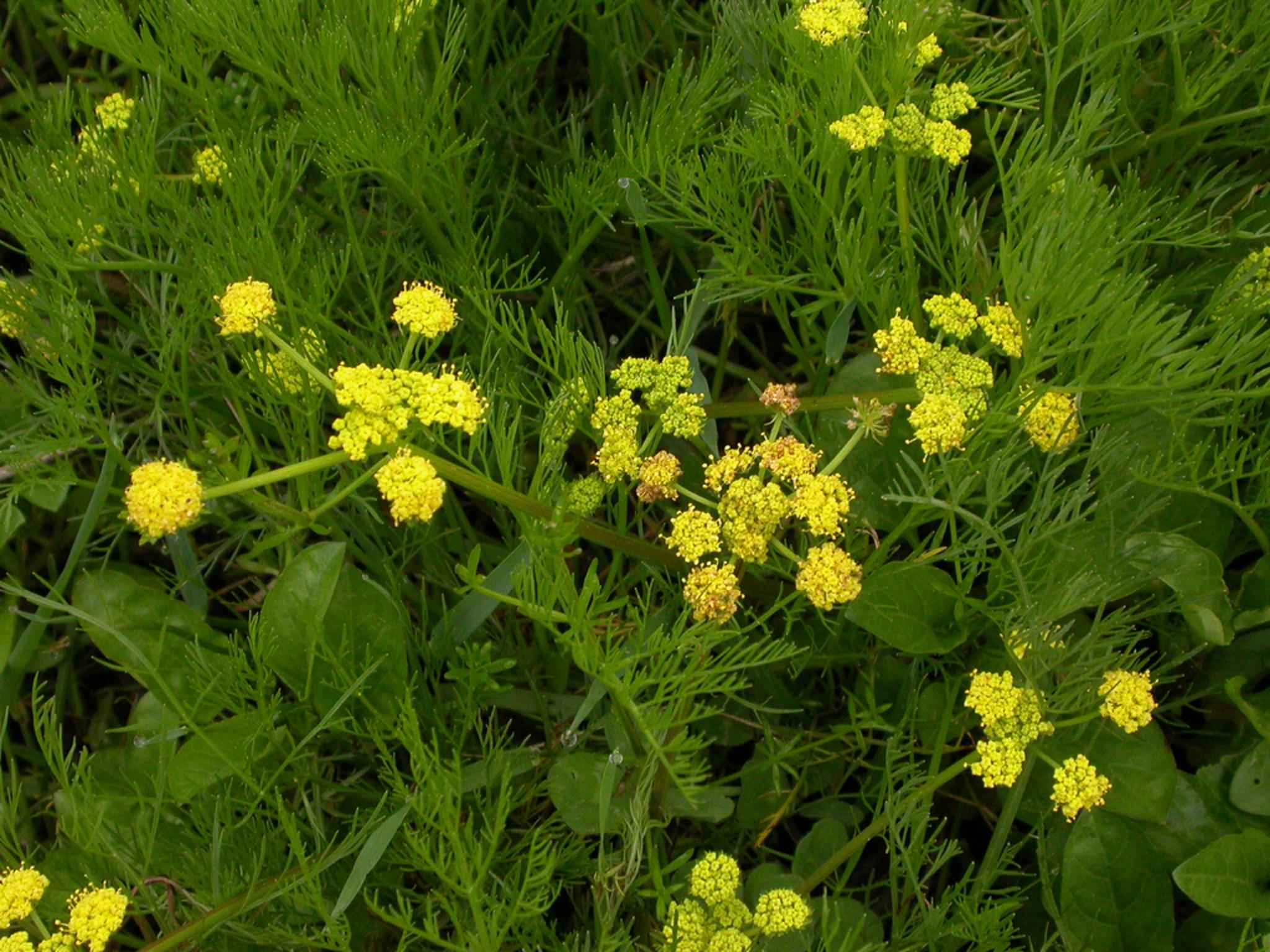
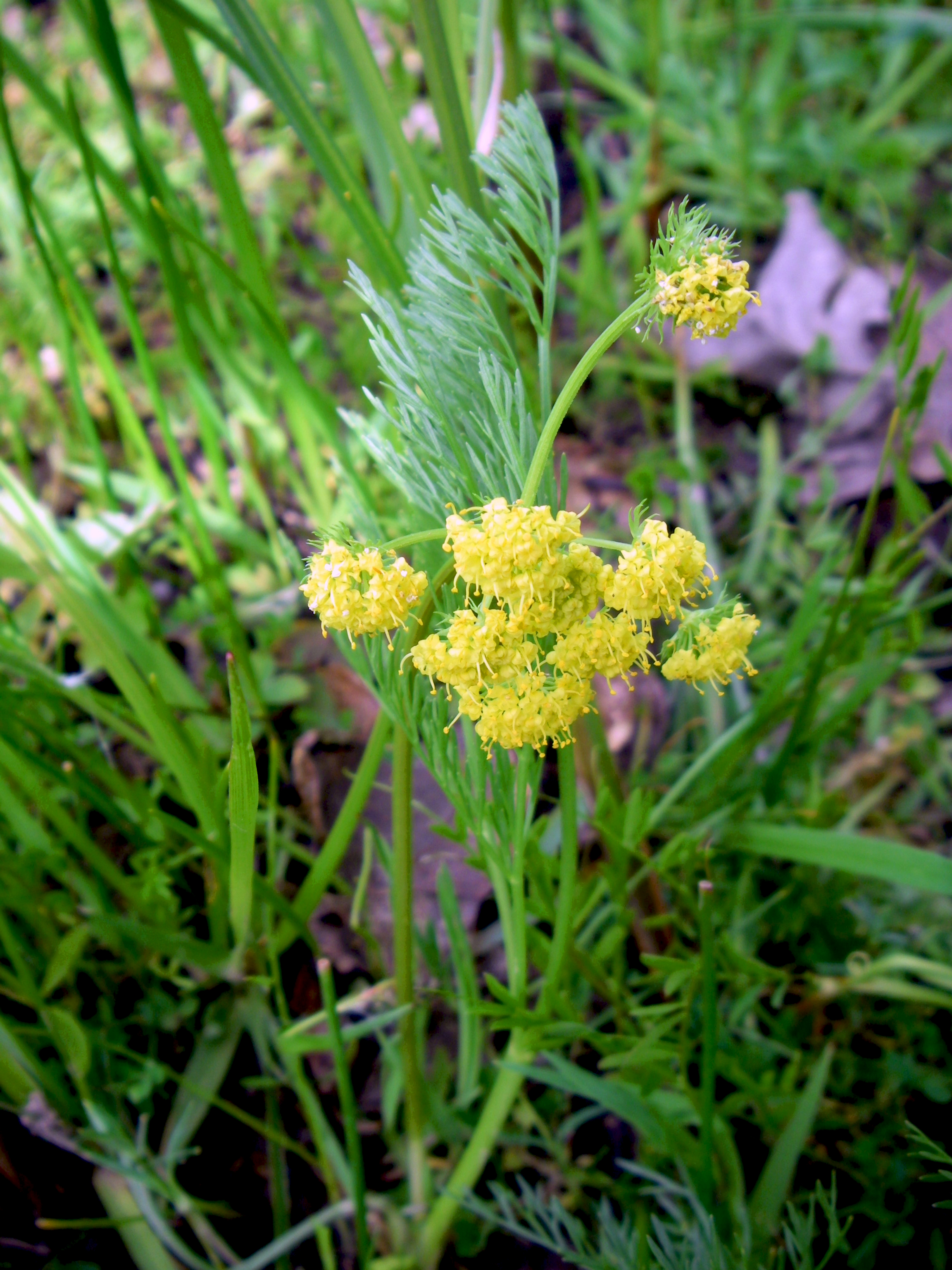
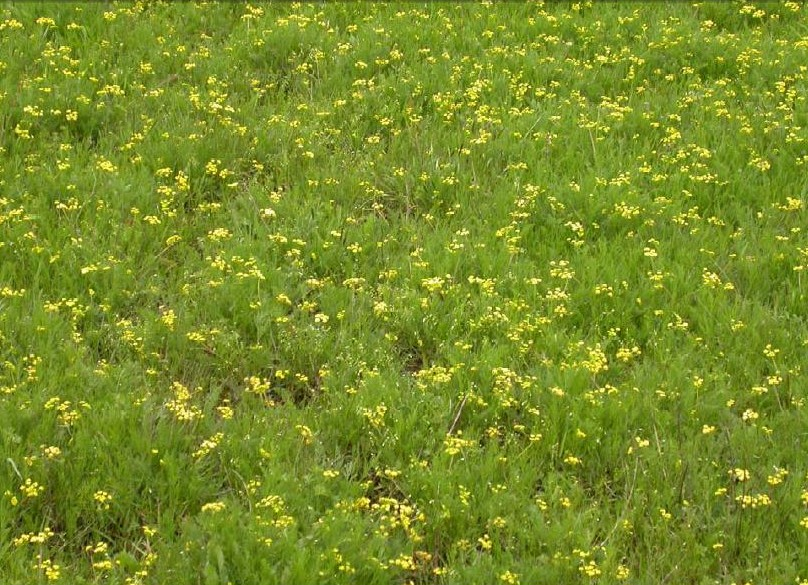